# Egons Līvs
Egons Gūtmanis, známý pod pseudonymem Egons Līvs (31. srpna 1924 Jelgava – 1. dubna 1989 Riga), byl lotyšský spisovatel a scenárista. Psal hlavně o životě a práci rybářů; byl autorem několika scénářů pro nejstarší lotyšské filmové studio Rīgas kinostudija, včetně scénáře k filmu Kapteinis Nulle z roku 1964.

## Život
Narodil se v rodině železničáře v Jelgavě. Od roku 1940 do roku 1942 studoval na Liepájské večerní technické škole a pracoval v železničních dílnách. Od roku 1942 do roku 1945 sloužil v lotyšské legii. Mezi lety 1945 a 1950 pracoval na výstavbě Bělomořsko-baltského kanálu a sloužil v Rudé armádě. Od roku 1950 do roku 1964 pracoval jako lodní inženýr a dispečer v rybářském přístavu Liepāja.
Od roku 1965 do roku 1969 byl zvláštním dopisovatelem novin Cīņa v Liepāji a psal reportáže o rybářích. Od roku 1969 do roku 1973 pracoval jako redaktor scénářů pro Rīgas kinostudija a od roku 1973 do roku 1974 jako konzultant pro Svaz spisovatelů (Rakstnieku savienība), jehož byl členem od roku 1963.